# Viscum continuum
Viscum continuum är en sandelträdsväxtart som beskrevs av Ernst Meyer. Viscum continuum ingår i släktet mistlar, och familjen sandelträdsväxter. Inga underarter finns listade i Catalogue of Life.